# Ironwood (Michigan)
Pour les articles homonymes, voir Ironwood.
Ironwood est une ville située dans l’État américain du Michigan, dans le comté de Gogebic, au sud du lac Supérieur. Selon le recensement de 2000, sa population est de 6 293 habitants.

## Géographie
Ironwood est la ville la plus à l’ouest de l’État, sa longitude est la même que celle de Saint-Louis (Missouri). Sa ville sœur est Hurley, au Wisconsin.

## Histoire

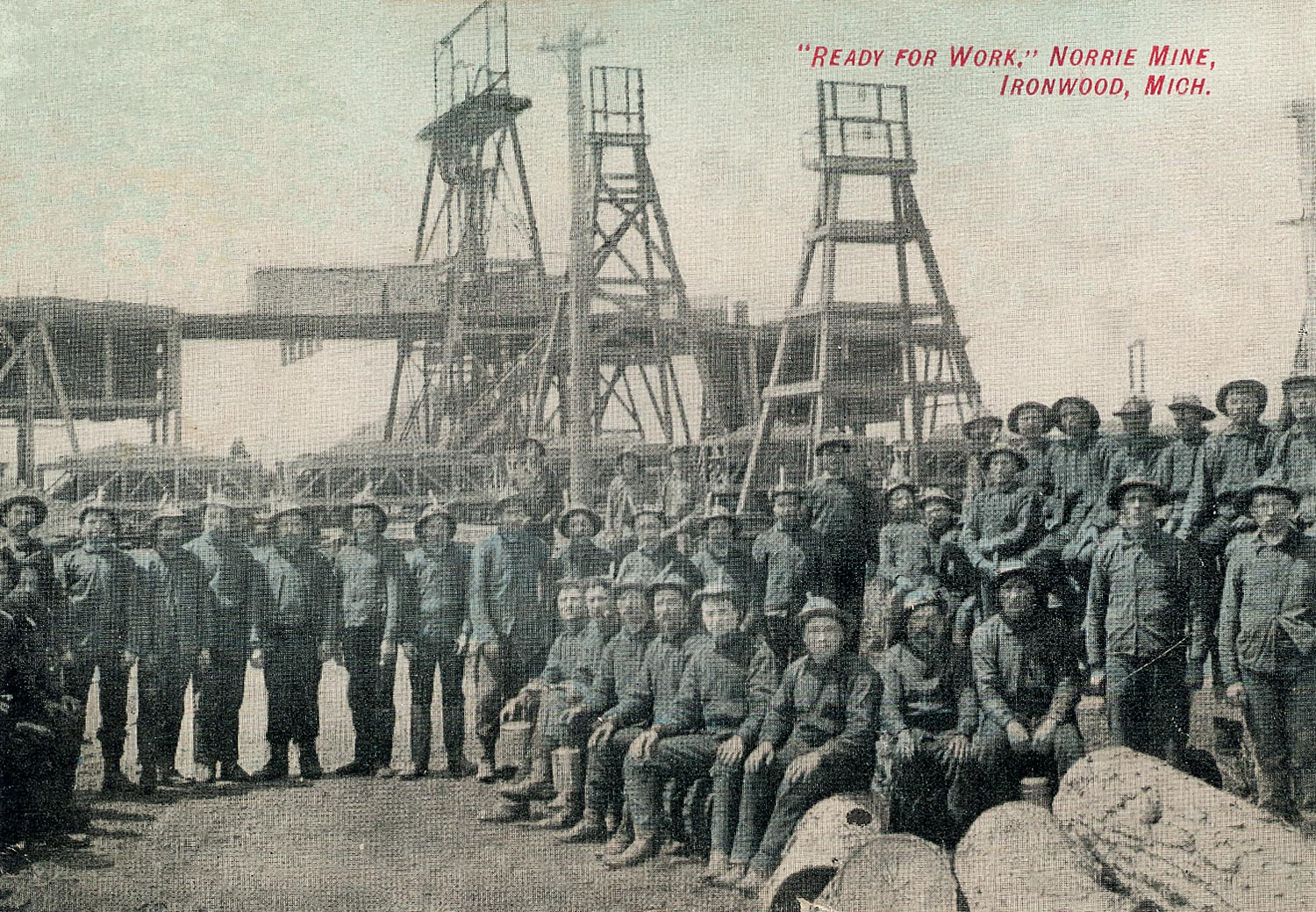
Mineurs à Ironwood vers 1905.

La ville a été fondée en 1885. Elle a eu une importante activité minière jusqu'à la Seconde guerre mondiale.

## Patrimoine
Ironwood abrite une statue en fibre de verre de 15,8 mètres (52 pieds) de hauteur, à l’effigie du chef amérindien Hiawatha, nommée « World's Tallest Indian » (« le plus haut Indien du monde »).
C'est à Ironwood que se trouve le plus grand tremplin de saut à ski en dehors de l'Europe. Il n'est devancé en taille que par les cinq tremplins de vol à ski du monde, tous situés en Europe.

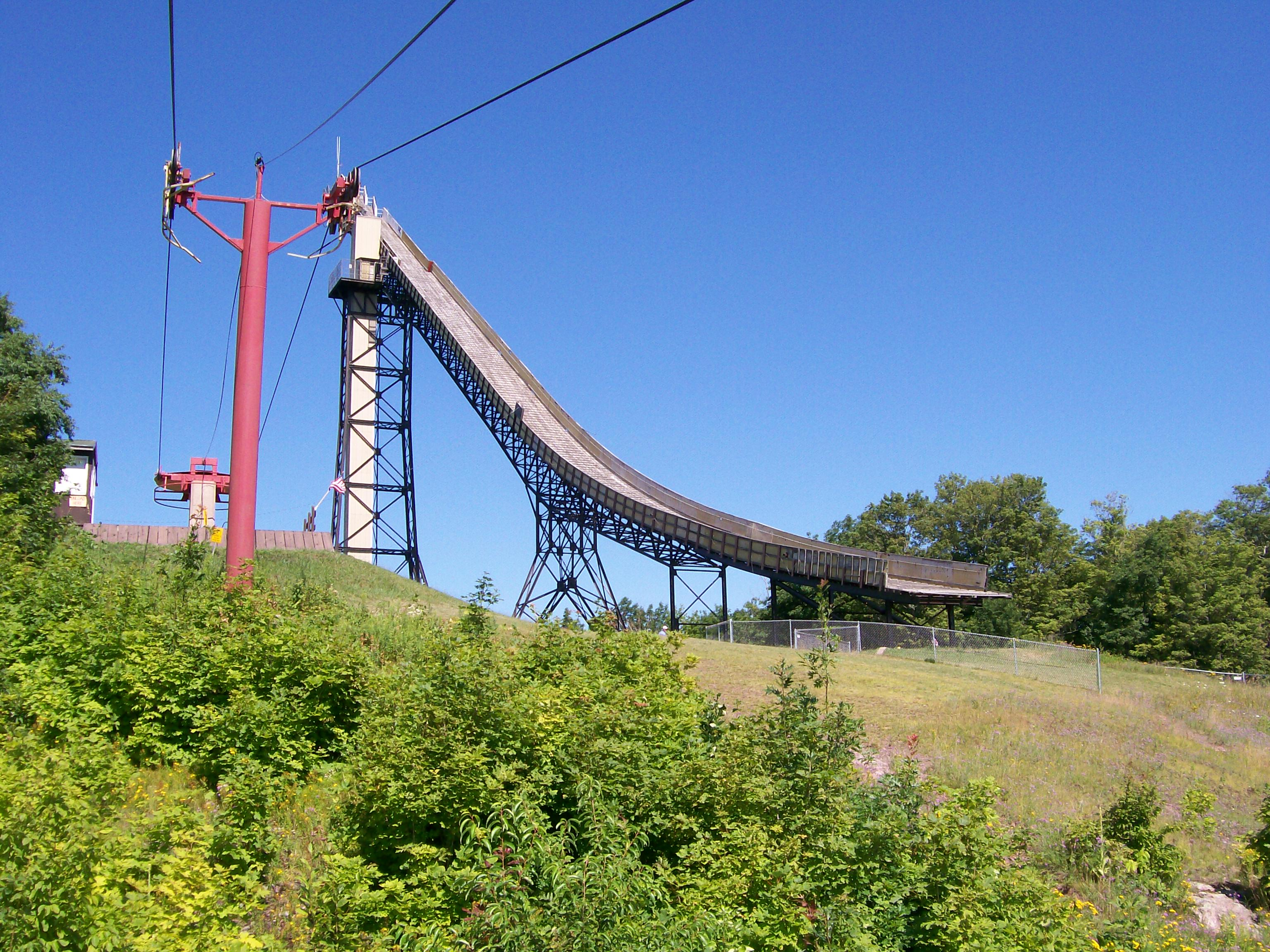
Le tremplin de saut à ski d'Ironwood.

## Source
- (en) Cet article est partiellement ou en totalité issu de l’article de Wikipédia en anglais intitulé « Ironwood, Michigan » (voir la liste des auteurs).

1. ↑  « Population and Housing Unit Estimates » (consulté le 24 mars 2018)
2. ↑  « Census of Population and Housing » [archive du 26 avril 2015], Census.gov (consulté le 4 juin 2015)
3. ↑  (en) « Copper Peak to be reinvented as world’s largest summer ski Jump », sur Ski Jumping Hill Archive »  skisprungschanzen.com (consulté le 19 avril 2023)